# Чина лісова
Чина лісова (Lathyrus sylvestris) — рослина родини бобові (Fabaceae).

## Опис
Багаторічна трав'яниста рослина з товстим кореневищем і ширококрилатим голим стеблом заввишки 1—1,2 м. На стеблі добре видно великі стрілоподібні прилистки. Листки з одною парою великих ланцетних листків і крилатими черешками. Стрижень листка закінчується галузистим вусиком. Квітконоси довші за листки. Великі рожеві квітки зібрані по 3—8 штук у розпушену китицю. Чашечка квітки звоникоподібна, з більш довгим нижнім зубчиком. Прапор квітки зовні зеленуватий, при основі рожевий; крила й човник рожеві. Після цвітіння утворюється плід — біб, довгасто-лінійний, голий, завдовжки 6—7 см.

## Життєвий цикл
Цвіте у другій половині літа. Звичайна рослина, зустрічається в лісах, чагарниках, на узліссях.
Це декоративна й медоносна рослина.